# Castello di Bosses
Das Castello di Bosses ist eine mittelalterliche Stadtburg in der Gemeinde Saint-Rhémy-en-Bosses im Aostatal.

## Geschichte und Beschreibung
Die Burg mit ihrer für die ersten Festen Häuser im Aostatal typisch quadratischen, massigen Form stammt aus dem 12. Jahrhundert und wurde für die Familie Bosses (oder De Bocha) errichtet, die diese Gegend von den Herren von Quart als Lehen erhalten hatten. Ende des 13. Jahrhunderts geriet die Familie Bosses in Streit mit den Grafen von Savoyen und nach einigen Händeln sah sich Jacques de Bosses 1288 gezwungen, Vasall der Savoyer zu werden und ihnen die Burg und das Lehen zu überschreiben.
Die Überschreibung und das Vasallentum brachte einige Jahrzehnte später die Familie dazu, eine Rebellion gegen die Grafen von Savoyen zu versuchen, was den Vogt von Aosta dazu brachte, eine Verordnung zu erlassen, nach der die savoyischen Truppen den Aussichtsturm der Burg hätten zerstören sollen, dessen Steine man heute noch im östlichen Teil des Komplexes bemerkt.
Nach letzten Konflikten entschied sich Thomas de Bosses 1320, all seine eigenen Besitzungen und die Zollrechte des Lehens an Graf Amadeus V. von Savoyen zu übergeben. Am Ende des 15. Jahrhunderts gelang es der Familie Bosses, das Eigentum von den Savoyern zurückzuerhalten, und sie ließen die Burg in ihrer heute sichtbaren Form wiederaufbauen. Bis 1742 blieb die Familie Besitzer, dann wurde das Anwesen an die Savins verkauft. Nach dem Aussterben dieses Geschlechts 1861 fielen die Eigentumsrechte des Anwesens an die Masseas (bis zum 20. Jahrhundert) und danach an die Gallones, die sie 1984 der Autonomen Region Aostatal überließen.
Unter der Aufsicht der Regionalverwaltung wurde 1998 mit einer Restaurierung des Gebäudes begonnen, die 1999 abgeschlossen wurde und bei der einige Räume in modernem Stil für Konferenzen, Ausstellungen und Veranstaltungen hergerichtet worden waren. Von außen bietet die Burg einen für das 13. Jahrhundert typischen Anblick, wogegen die Innenräume, die man nicht wieder herstellen konnte, vollständig renoviert und für die museale Nutzung umgestaltet wurden.